# Salake
Zespół Form Tanecznych Salake – dziecięco – młodzieżowa formacja taneczna, istniejąca od 1990 roku. Zespół powstał przy Szkole Podstawowej nr 21 w Gliwicach-Sośnicy. Obecnie działa przy Młodzieżowym Domu Kultury w Gliwicach. Salake umiejętnie łączy taniec irlandzki z innymi gatunkami, tworząc dziecięco-młodzieżowe show taneczne. Założycielem, instruktorem i choreografem zespołu jest Joanna Koćwin.
Zespół współdzielił scenę z takimi osobistościami jak: Urszula Dudziak, Grzegorz Turnau, Olgierd Łukaszewicz, Stanisław Sojka czy Golec Uorkiestra.

## Najważniejsze osiągnięcia
- Czerwiec 2005 – 17 medali (w tym 4 złote, 7 srebrnych, 6 brązowych) w tańcu solowym oraz złotego medalu w kategorii drużynowej (Oryginalna Choreografia Nauczyciela do lat 16) na Środkowoeuropejskich Zawodach Tańca Irlandzkiego Warsaw Feis 2005
- Czerwiec 2006 – zajęcie pierwszego miejsca i zdobycie złotego medalu w kategorii step na Mistrzostwach Świata w Tańcu Dzieci i Młodzieży Dance World Cup 2006 w portugalskim mieście Faro
- Listopad 2006 – zakwalifikowanie się do półfinału i zajęcie 7 miejsca na Mistrzostwach Świata w Stepie IDO World TAP Dance Championships 2006 w Riesa w Niemczech
- Czerwiec 2007 – zdobycie tytułu Mistrza Polski w stepie na Mistrzostwach Polski IDO 2007 w Siedlcach
- Listopad 2007 – zakwalifikowanie się do finału i zajęcie 4 miejsca na Mistrzostwach Świata w Stepie IDO World TAP Dance Championships 2007 w Riesa w Niemczech
- Maj 2009 – Udział w Castingu i zakwalifikowanie się do eliminacji w programie "Mam Talent"
- Marzec 2009 – pierwsze miejsce i złoty medal w kategorii show dance na międzynarodowych zawodach tańca irlandzkiego "Ista FEIS 2009" w Krakowie
- Luty 2010 – Udział w eliminacjach w Krakowie i zakwalifikowanie się do Mistrzostw Świata w Tańcu Dzieci i Młodzieży "Dance World Cup 2010"
- Luty 2010 – Udział w Międzynarodowych Zawodach Tańca Irlandzkiego "Ista FEIS 2010" w Krakowie wspólnie z grupą dziecięcą Akademii Tańca SALAKE i zdobycie złotego medalu w kategorii Figure Dance (formacja do lat 16), złotego medalu w kategorii Show Dance (formacja do lat 16), złotego medalu w kategorii duetów (2 Hands) oraz w kategoriach solowych: 4 medale złote, 5 srebrnych i 7 brązowych.
- Marzec 2010 – Udział w XII Prezentacjach Artystyczne Dzieci i Młodzieży 2010 w Gliwicach – pierwsze miejsce w kategorii wiekowej 5-9 lat (Gliwicki Teatr Muzyczny)
- Lipiec 2010 – pierwsze miejsce i złoty medal w kategorii step oraz Puchar dla Najlepszej Formacji na Mistrzostwach Świata w Tańcu Dzieci i Młodzieży "Dance World Cup 2010" we Włoszech
- Maj 2012 – występ w programie "Jaka to melodia?"
- Wrzesień 2012- występ w programie "Kawa czy herbata?"
- Marzec 2013 – pierwsze miejsce z maksymalną możliwością liczby punktów podczas ogólnopolskich eliminacji do Międzynarodowych Mistrzostw Tańca Dance World Cup 2013
- Lipiec 2013 – szóste miejsce w Mistrzostwach Świata Dance World Cup 2013 w Brighton w Anglii
- Marzec 2014 – pierwsze miejsce w kategorii Kids, czwarte i piąte miejsce w kategorii Open podczas ogólnopolskich eliminacji do Międzynarodowych Mistrzostw Tańca Dance World Cup 2014
- Czerwiec-lipiec 2015 – 1 miejsce w Międzynarodowym Festiwalu Talentów "LE STRADE DELLA MUSICA", kategoria: Tap Dance. Rzym
- Listopad 2016 – w ramach Opolskiego Festiwalu Tańca Zespół Form Tanecznych Salake z MDK w Gliwicach stał się sensacją zwyciężając we wszystkich 4 kategoriach w których brał udział! Tancerze wrócili z czterema wspaniałymi pucharami za 1 miejsce. Zdobyły też puchar za najlepszą produkcję.
- Marzec 2017 – 1 miejsce w XIX Wojewódzkich Prezentacjach Artystycznych Dzieci i Młodzieży w kategoriach 8-11 lat i 2 w kategorii 12-15 lat oraz 16-25 lat
- Czerwiec 2017 – Krajowe Mistrzostwa IDO Tap dance – 1 miejsce dla trio w kategorii adult, 1 miejsce w kategorii grupy taneczne adult, 1 miejsce w kategorii formacje adult i 1 miejsce w kategorii formacje juniorów
- Czerwiec 2017 – Mistrzostwa Europy Tap Dance w Pradze – 3 miejsce w kategorii formacja adult

## Projekty i spektakle muzyczno-taneczne
- Fairy Dance – To przedsięwzięcie Z.F.T. Salake realizowane wspólnie z zespołem Carrantuohill. Widowisko to nawiązuje do bajki o Kopciuszku, oczywiście w oparciu o taniec irlandzki i muzykę celtycką. Premiera spektaklu odbyła się 12 grudnia 2010 roku w Gliwickim Teatrze Muzycznym podczas obchodów jubileuszu 20-lecia istnienia Z.F.T. Salake.

- Dance Away – spektakl taneczny zespołu SALAKE z towarzyszeniem zespołu Carrantuohill upamiętniający 25 lecie powstania zespołu. Gościnnie wystąpił Ireneusz Krosny.

- Zielona Wyspa Śląsk – kampania ekologiczno-artystyczna

## Współpraca
- Akademia Tańca SALAKE
- zespół Carrantuohill